# 러셀 홉튼

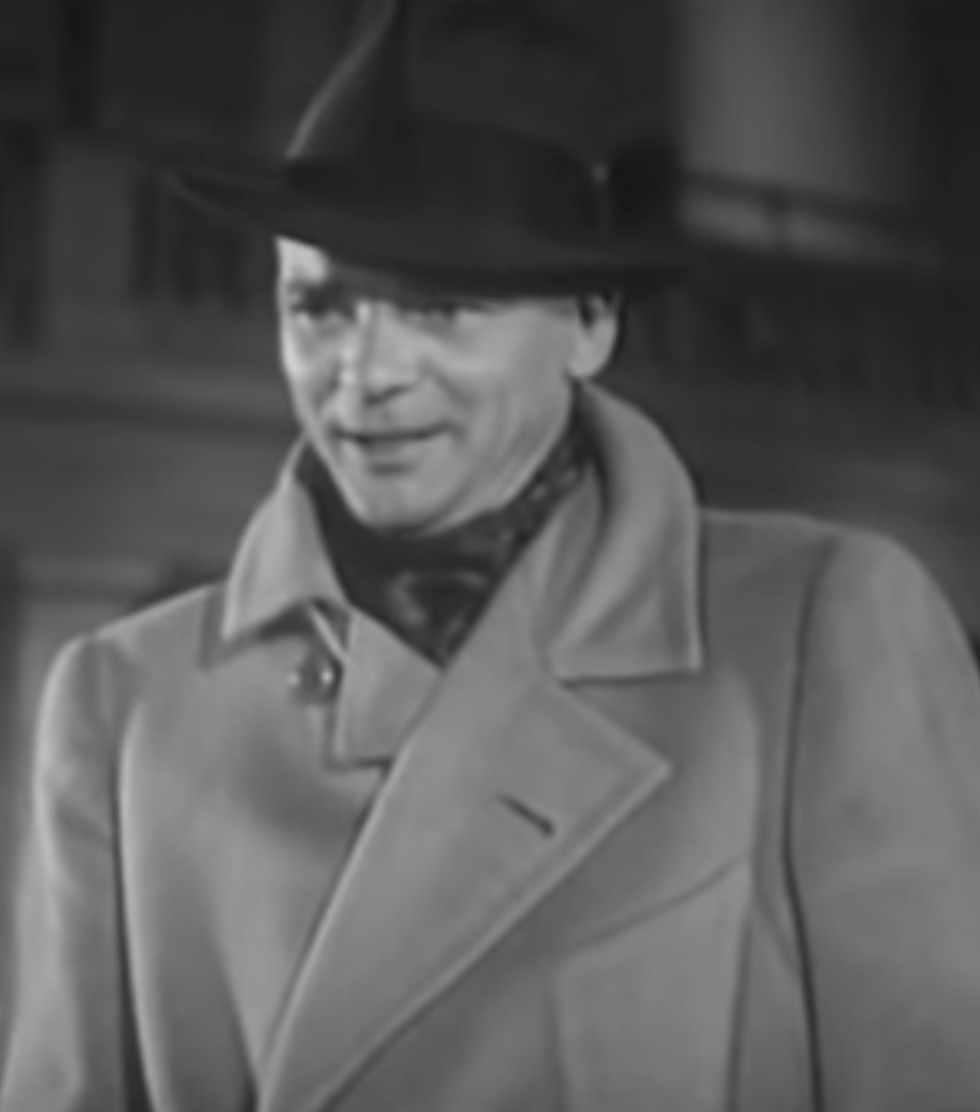

러셀 홉튼(Russell Hopton, 1900년 2월 18일 ~ 1945년 4월 7일)은 미국의 배우이다.
뉴욕에서 태어났으며 노스할리우드에서 사망하였다.

## 영화
- 좀비 온 브로드웨이 (1945년)
- 뜨거운 것이 좋아 (1939년)
- 서커스의 모녀 (1935년)
- 커튼 엣 에이트 (1933년)
- 원 이어 레이터 (1933년)
- 엘머, 더 그레이트 (1933년) - 휘트니 역
- 애로우스미스 (1931년)
- 스트리트 신 (1931년)
- 뉴 문 (1930년)
- 콜 오브 더 플레쉬 (1930년)
- 참극의 선착장 (1930년)